# Eva von Zweigbergk

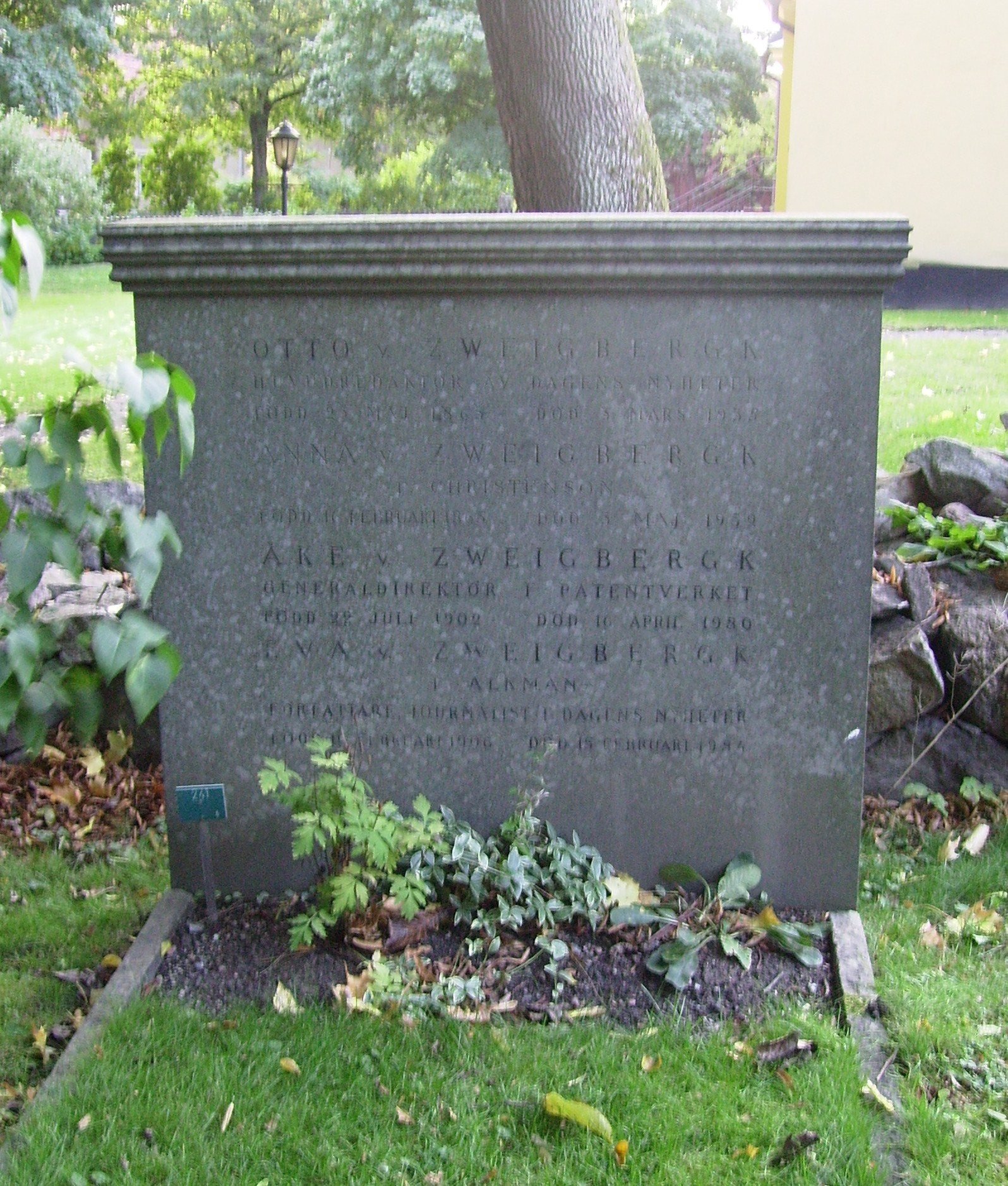
Eva von Zweigbergks gravvård på Solna kyrkogård.

Eva Monica von Zweigbergk, född Alkman den 16 februari 1906 i Göteborg, död 15 februari 1984 i Stockholm, var en svensk journalist, barnbokskritiker och bilderboksförfattare, signaturen Colomba. Hon var anställd på Dagens Nyheter 1929–1969.
von Zweigbergk var dotter till tidningsmannen Edvard Alkman och journalisten och översättaren Annastina Alkman. Hon gifte sig som ung med författaren Einar Malm och fick sonen Johan Malm. Efter ett hemligt förhållande med författaren Vilhelm Moberg 1932–1933 skilde hon sig från Malm och gifte om sig med juristen Åke von Zweigbergk. Med honom fick hon dottern Ann Fowler och sönerna Niklas von Zweigbergk och Martin von Zweigbergk. Hon var farmor till Clara von Zweigbergk och Tyra von Zweigbergk.